# حسینپور
حسینپور (به لاتین: Hossainpur) یک منطقهٔ مسکونی در بنگلادش است که در ناحیه کیشورگنج واقع شده‌است. حسینپور ۱۲۱٫۲۹ کیلومتر مربع مساحت و ۱۴۸٬۰۲۸ نفر جمعیت دارد.